# Cosenza
Cosenza (la antigua ciudad romana Cosentia) es un comune y ciudad italiana de 63 693 habitantes (ISTAT 2024), capital de la provincia homónima, en la región de Calabria. En el área urbana la población asciende a unos 268 000 habitantes.

## Situación geográfica

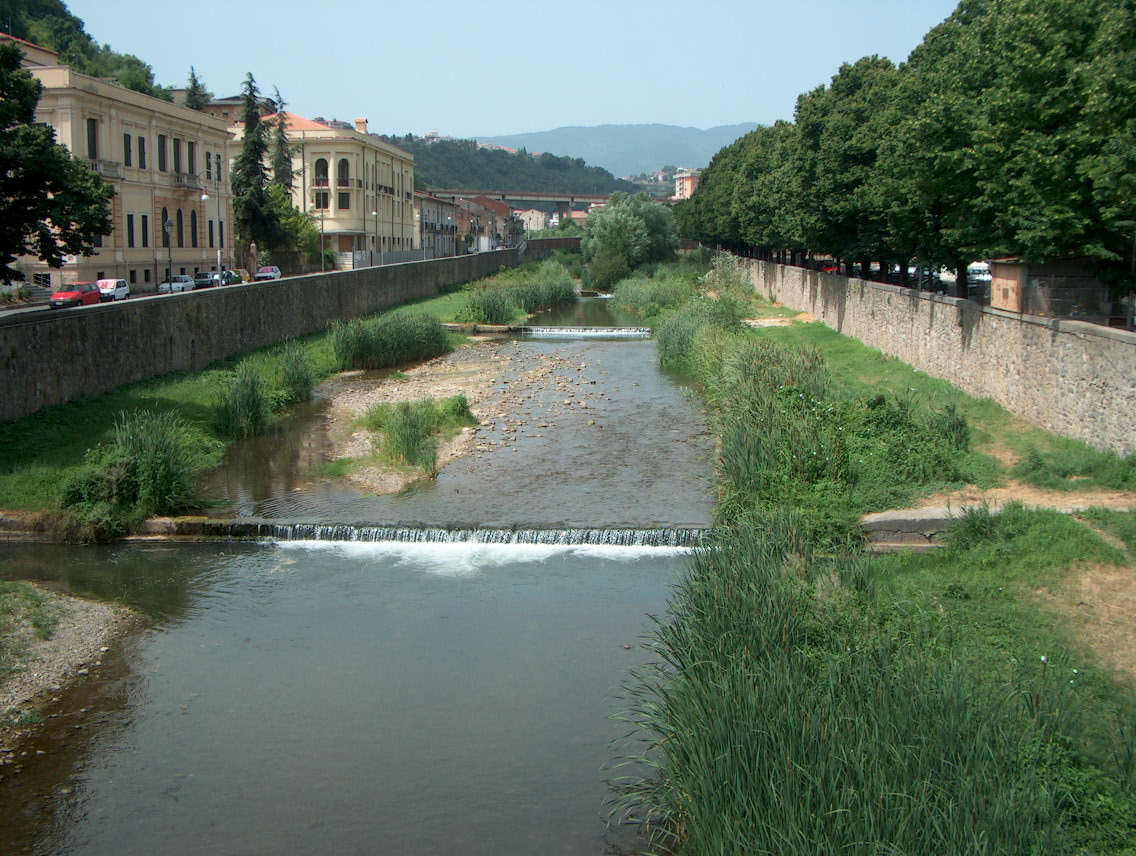
Río Busento en Cosenza.

Está situada 39°18′N 16°14′E, en la confluencia de los ríos Cratis y Busento, en el lugar donde se dice que fue sepultado el rey visigodo Alarico en el año 410. En 2024 tenía 63 693 habitantes.

## Historia
El primer nombre de la ciudad fue Consentia, nombre que dieron los brucios a su capital en 356 a. C. Consentia deriva del "consenso" expresado por las otras ciudades de los brucios y de los lucanos, de los cuales los brucios se habían rebelado y liberado como consecuencia de una guerra.

### Época brucia
Los orígenes de la ciudad se remontan al siglo IV a. C., momento en el cual el lugar adquirió importancia estratégica para los brucios. Estos la hicieron su propia capital, dándole, en 356 a. C., el nombre de "Consentia".
Consentia se presentaba, durante la máxima expansión de los brucios, como una ciudad fortificada y temida, capital de un vasto territorio que se expandía al norte hasta el interior de las actuales Basilicata y Apulia y, al sur, hasta el Aspromonte, controlando tanto la costa jónica como la tirrena centro-septentrional de la actual Calabria y casi todas las ciudades de la Magna Grecia calabresa. En efecto, de nada valieron las ayudas contra los brucios de Dionisio de Siracusa, primero, y sucesivamente de Alejandro el Moloso, tío de Alejandro Magno, que murió en batalla en el 331 a. C., en las inmediatas cercanías de Consentia, en la batalla de Pandosia.
Consentia cae por primera vez en el 275 a. C., cuando el Brucio se alió con Pirro de Epiro, en la guerra contra Roma, pero fue vencida y nominada ciudad federada de la República Romana, dejando intacto su rol de capital brucia.
En 218 a. C. los brucios de Cosentia se sublevaron contra Roma, aliándose con Aníbal Barca durante la segunda guerra púnica. Posteriormente, tras la guerra Social, Cosentia, al igual que las demás ciudades itálicas, obtuvo la plena 
ciudadanía romana a través de la Lex Plautia Papiria.

### Época romana
En el curso de la época romana, Cosenza deviene una estación de la vía Capua-Regium, conocida como Vía Popilia. Durante este periodo Consentia cambia su connotación y, de bélica y fortificada, se transforma en una floreciente ciudad comercial y cultural. En 304, Maximiano, emperador romano, se establece en Cosentia para hacer frente a una revuelta de orden religioso. En esta época comenzó el martirio de los cristianos en la capital brucia, que ve numerosos de sus hijos mártires, entre los cuales san Dionisio y san Calixto. En 313, con el Edicto de Milán, el cristianismo sale de la clandestinidad. Por un siglo Cosentia vive en el bienestar, en la paz y en el esplendor, hasta que Alarico I, rey de los visigodos, la invade después de haber perpetrado el saqueo de Roma (410). Durante la invasión, Alarico muere de malaria y, según la leyenda, fue sepultado con armadura, con una parte del botín de Roma y su caballo en el lecho del río Busento, cerca de Cosenza.

### Edad Media
En 554 el ejército de Justiniano derrota a los godos; Narsés entró a Cosentia y con la era bizantina la ciudad recuperó nuevamente el título de capital de las tierras meridionales liberadas por los griegos. En el año 568, Justino II, nieto de Justiniano, deviene emperador y Cosentia es transformada en ducado. En este periodo la capital brucia deviene cuna de literatos, se formaron las nuevas clases dirigentes y vio nacer la primera escuela musical. En los siglos VIII y IX fue dominio primero longobardo, durante el cual deviene sede de Gastaldato del Principado de Salerno, y después bizantino, conocida con el nombre de Constantia. Violentamente atacada por sarracenos y longobardos, la ciudad fue casi destruida y reedificada en 988.
En 1057 Roberto Guiscardo dio inicio a la conquista normanda de Italia meridional. Constantia fue hostil a esta nueva dominación, tanto que en la ciudad se desencadenó una rebelión que sin embargo fue rápidamente apagada. En este periodo deviene capital y sede de la jurisdicción del Valle del Crati y residencia de Rogelio II de Sicilia. A la Casa de Hauteville siguió la Casa de Hohenstaufen. Bajo Federico II del Sacro Imperio Romano Germánico, que consideraba Cosenza su sede preferida después de Palermo, la ciudad tuvo un periodo próspero culturalmente y económicamente, y viene completado y consagrado el Duomo.
Después de la muerte de Federico II de Hohenstaufen el pasaje de la época normando-suaba a la Casa de Anjou no fue fácil. La ciudad, atenazada entre la delincuencia y la miseria, espera un siglo para reencontrar la tranquilidad, cuando acoge a Luis III de Anjou que, desde 1432, junto a su mujer, residió en el castillo de Cosenza dando el título a la ciudad de centro del Ducado de Calabria.

### Edad Moderna
Como consecuencia de las largas y cruentas guerras de sucesión la Casa de Anjou fue sustituida por la Casa de Aragón. El periodo aragonés consagró a Cosenza como la más importante ciudad en el campo del derecho (1494-1557). Después de Nápoles deviene la segunda ciudad en tener una cartografía y, en 1511, nace la Academia Cosentina. El siglo XVI ve un impresionante florecimiento humanístico y signó para Cosenza un renacimiento intelectual, tanto que fue definida la Atenas de la Calabria. Posteriormente, como parte del Reino de Nápoles, se convirtió en un dominio de la Monarquía  Hispánica y, en 1714, de los Habsburgo de Austria, pasando después a los Borbones de las Dos Sicilias, hasta la unificación italiana. 

### Fascismo
La propaganda fascista en Cosenza se intensificó solo sobre el final de los años 1930, contra la cual la ciudad se había mostrado hostil. Esencialmente los fascistas hicieron que los más jóvenes fuesen educados en la cultura del régimen y alejados de la Iglesia católica opositora. Todo eso llevó a una nueva mentalidad ciudadana que la ve apoyar al Duce en su idea de participar en la Segunda Guerra Mundial. Mussolini arribó a la ciudad en 1939. La visita fue publicada y presentada en pompa magna, atrayendo miles de personas de la provincia y de la Calabria entera, pero que no dejó nada de concreto para Cosenza, a la que no le trajo ninguna ventaja. La visita en efecto fue, para cierta visión, contraproducente. En efecto en lo inmediato alargó la popularidad de los opositores que hicieron sentir sus argumentos como la alianza con Alemania o la entrada en guerra de Italia a su lado. Durante la guerra Cosenza fue bombardeada masivamente solo en 1943 por los aliados. Aquel año Cosenza sufrió nuevas incursiones que causaron 136 víctimas, mientras la situación socioeconómica llevó a la ciudad hacia una catastrófica parálisis. El fin de la guerra deja la ciudad privada de un orden administrativo y político que llenaron los ingleses designando prefecto a Pietro Mancini. La ciudad continuó en una situación económica desastrosa, tanto que en 1950 las familias sin techo eran 1307 y 436 de ellas que vivían en barracas.

## Demografía
| Gráfica de evolución demográfica de Cosenza entre 1861 y 2021 |
|                                                               |
| Fuente ISTAT - elaboración gráfica de Wikipedia               |

## Economía
Es un centro agrícola e industrial, posee fábricas de madera para la construcción, muebles y tejidos.

## Cultura
Es sede de la famosa Academia Cosentina. Entre los intelectuales contemporáneos destaca el poeta Alessandro Sicilia.
La Muestra permanente del Laboratorio de Restauración de la Superintendencia de Bienes Culturales ha exhibido temporalmente obras de Caracciolo, Solimena y Mattia Preti.

## Arquitectura

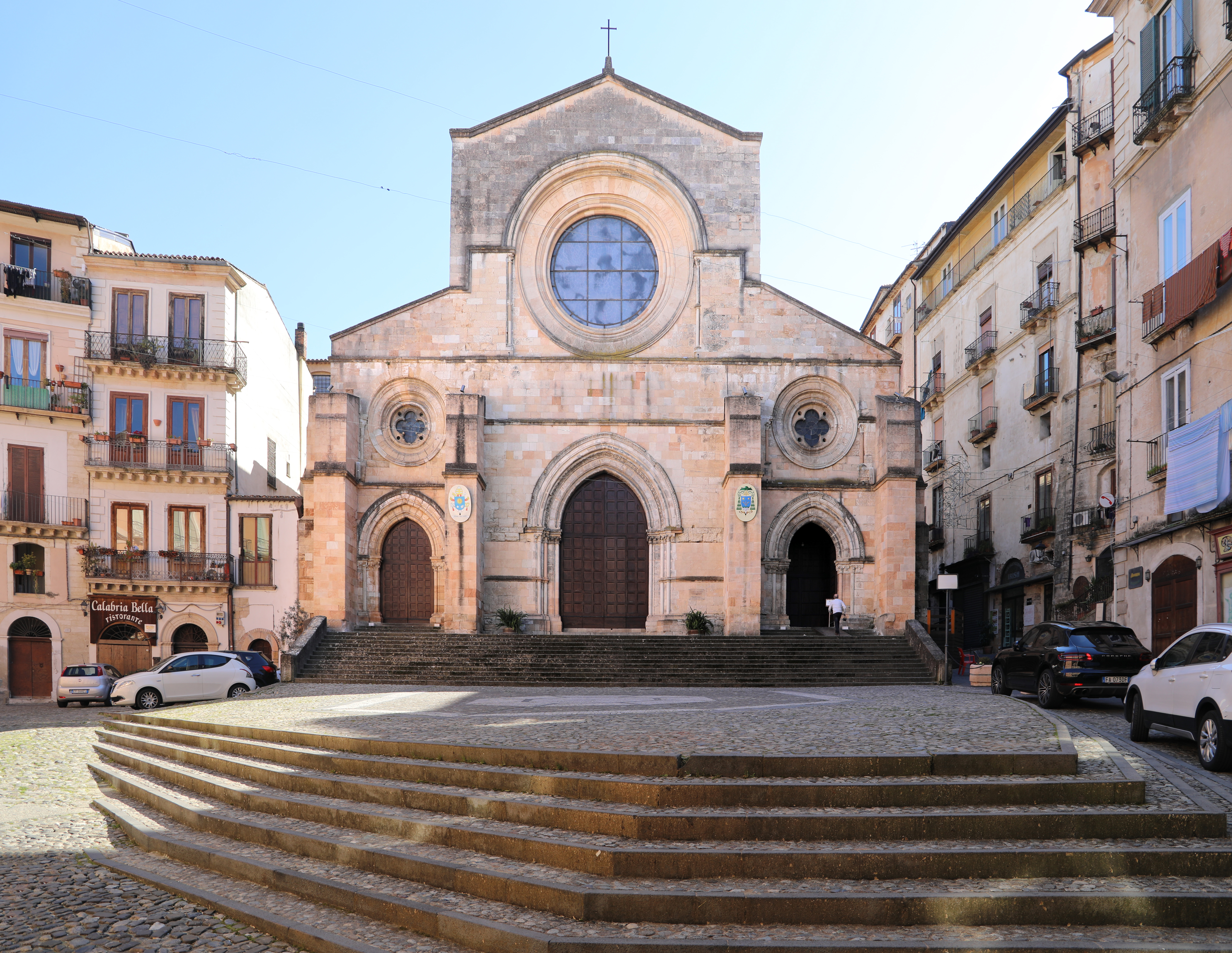
Catedral de Cosenza.

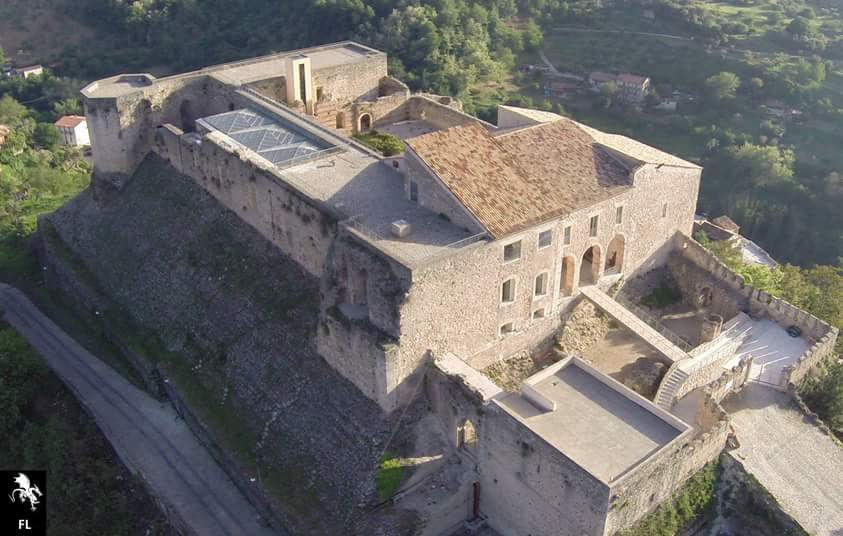
Castillo Normando-Suabo.

El centro histórico de Cosenza incluye la Fuente de los trece canales, donde se puede beber agua que proviene del acueducto del Zumpo en Sila. A lo largo del Curso Telesio se encuentra la Casa de la Cultura y el Duomo del 1100, mientras en una de las siete colinas se halla la figura del Castillo Normando-Suebo, fortaleza que fue blasón del rey de Sicilia y emperador del Sacro Imperio Romano Germánico Federico II Hohenstaufen, llamado "Stupor Mundi", emperador-magnate profundamente enamorado de la ciudad.
Otros inmuebles son los de la Biblioteca Nacional y los conventos de San Gaetano y San Domenico con sus respectivas iglesias. De notable interés es también el palacio Arnone, exsede del tribunal y de la cárcel, hoy día transformado en un museo destinado a las bellas artes.
Otros monumentos
Lista de monumentos, iglesias y puntos de interés del centro histórico y de sus inmediatos entornos:
- Museo all'Aperto Bilotti (MAB)
- Iglesia de la Madonna del Carmine (siglo XV)

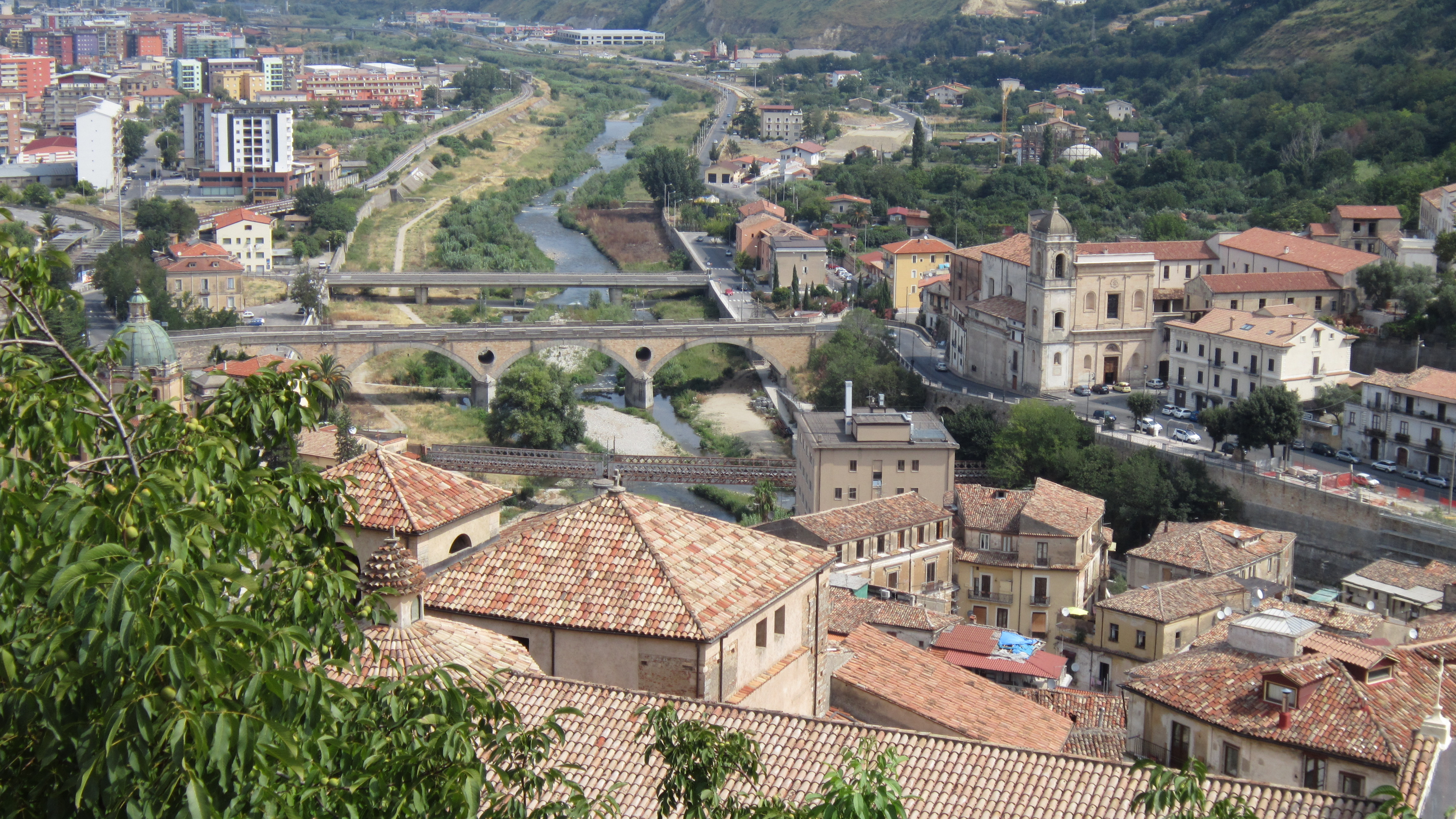
En el sentido de las agujas del reloj, desde la izquierda: la cúpula de San Domenico, Puente de Alarico, Puente de Europa, iglesia del Santissimo Salvatore, iglesia de San Francesco d'Assisi.

- Iglesia de San Domenico (siglo XVI)
- Iglesia, convento y santuario de San Francesco di Paola (siglo XV)
- Iglesia del Santísimo Salvatore (siglo XVI)
- Palacio Arnone (siglo XVI)
- Convento de las Carmelitas Descalzas (siglo XVII)
- Iglesia y Complejo Monumental de Sant'Agostino (siglo XV)
- Arenella (área de mercado, utilizada desde 2000 para el mercadillo "de las pulgas", para la "oficina de la mujer" y para conciertos)
- Prefectura y Palacio de Gobierno (siglo XVII)
- Villa Vecchia (jardín comunal)

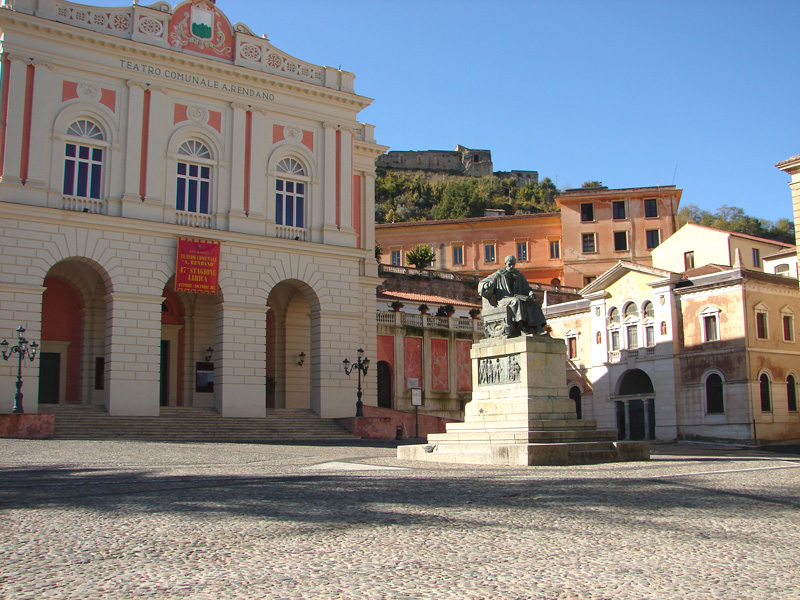
El Teatro Rendano, la Biblioteca Cívica y la Academia Cosentina en la Piazza XV marzo.

- Academia Cosentina, Museo Cívico, Biblioteca Cívica (siglo XV)
- Teatro de tradiciones A. Rendano (siglo XIX)
- Palacio Arcivescovile
- Plazoleta Toscano (sitio arqueológico descubierto) y Biblioteca Nacional
- Iglesia, convento y santuario de S. Francesco d'Assisi
- Iglesia y convento de los Cappuccinelle (siglo XVI)
- Convento de Santa María delle Vergini (siglo XVI)
- Iglesia y convento del Santísimo Crocifisso (o de la Reforma) (siglo XII)
- Vallone de Rovito (lugar del apresamiento de los hermanos Bandiera, patriotas de la Unificación italiana)
- Convento del Suore Minime de la Passione di Nostro Signore Gesù Cristo, donde trabajó la Venerable sor Elena Aiello, la monja santa.

## Gastronomía

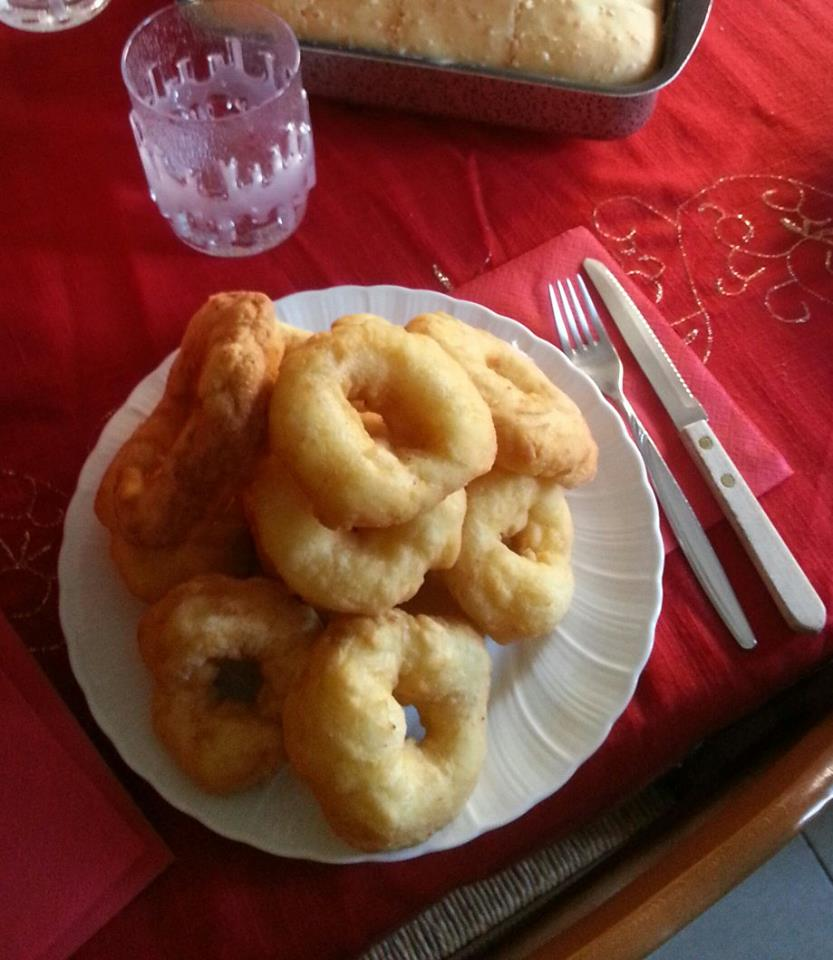
Cuddruriaddri cosentinos.

Entre las especialidades gastronómicas típicamente cosentinas figuran los cuddruriaddri, turdiddri, fusilli, papas y pipareddre fritas. En Donnici, un antiguo municipio que ahora forma parte de Cosenza, se produce el famoso vino Donnici doc y dop.

## Deporte

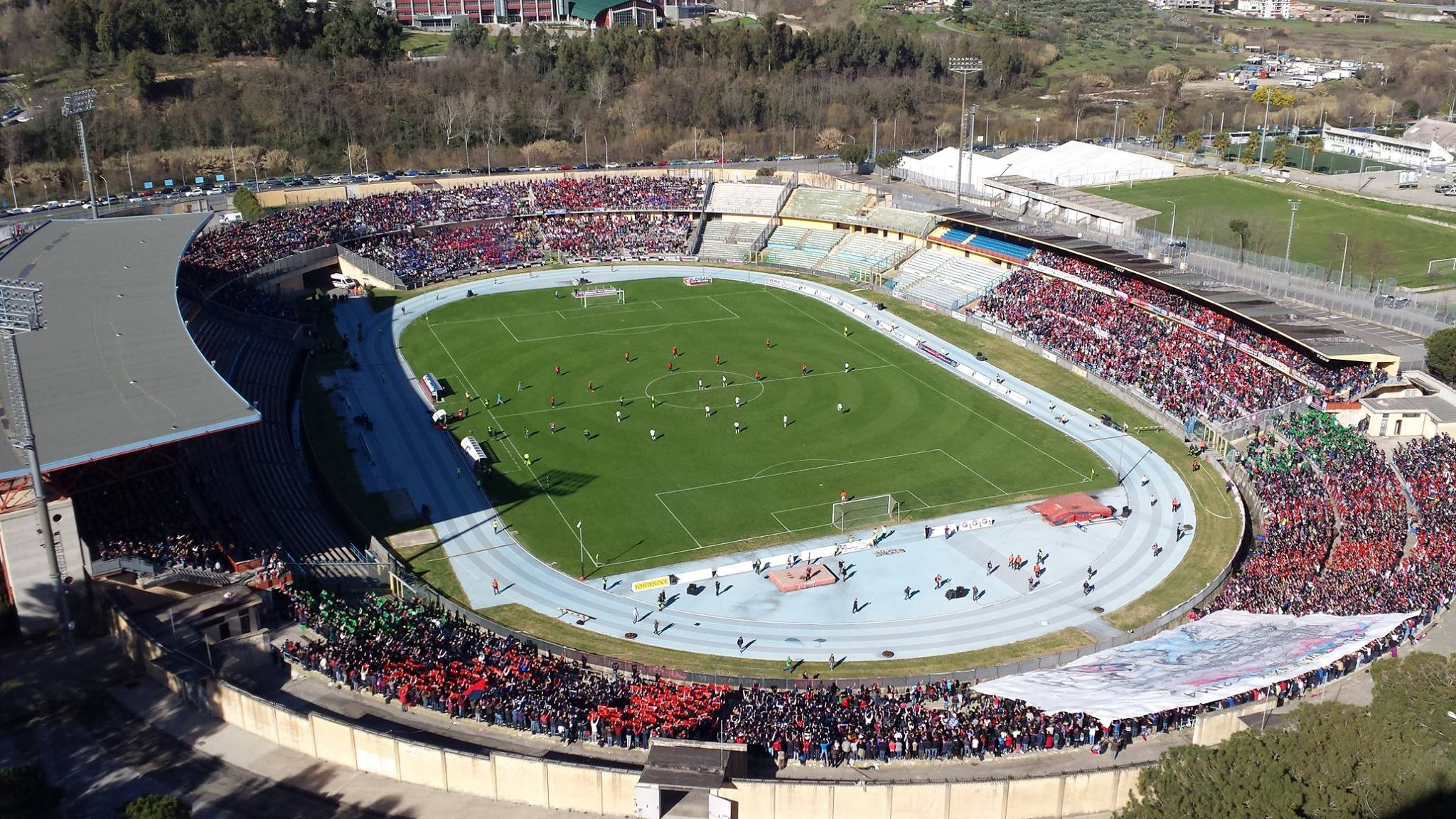
Estadio San Vito-Gigi Marulla.

El Cosenza Calcio es el principal club de fútbol de la ciudad. Actualmente participa en el segundo nivel del sistema de ligas del fútbol nacional, la Serie B. Disputa sus partidos de local en el estadio San Vito-Gigi Marulla.